# 淮泗道
淮泗道（わいし-どう）は中華民国北京政府により設置された安徽省の道。

## 沿革
1914年（民国3年）5月23日、清代の鳳潁六泗道地区に設置された。
道尹は鳳陽県に駐在し、下部に鳳陽、定遠、鳳台、懐遠、霊璧、寿県、宿県、阜陽、潁上、太和、霍邱、蒙城、渦陽、亳県、六安、英山、霍山、泗県、五河、盱眙、天長の21県を管轄した。1914年（民国3年）、鉄道の開通による省内交通の変化に従い、同年10月に淮泗道の六安、英山、霍山の3県が安慶道に移管され、安慶県の滁県、全椒、来安の3県が淮泗道に移管された。1927年（民国16年）に廃止されている。

## 行政区画
廃止直前下部の21県を管轄した。（50音順）
- 潁上県
- 懐遠県
- 霍邱県
- 渦陽県
- 盱眙県
- 五河県
- 泗県
- 寿県
- 宿県
- 滁県
- 全椒県
- 太和県
- 定遠県
- 天長県
- 亳県
- 阜陽県
- 鳳台県
- 鳳陽県
- 蒙城県
- 来安県
- 霊璧県